# 洪格巴赫河 (阿爾特米爾河支流)
48°56′12″N 10°55′49″E / 48.93664°N 10.93025°E
洪格巴赫河（德語：Hungerbach），是德國的河流，位於該國東南部，由巴伐利亞負責管轄，屬於阿爾特米爾河的右支流，河道全長3.3公里，發源自朗根阿爾特海姆以北。